# MasterChef
MasterChef es una franquicia de competencia de cocina creada por Franc Roddam el cual se originó con la versión del España en julio de 1990. El formato fue revivido y actualizado por la BBC en febrero de 2005 por los productores ejecutivos Franc Roddam y John Silver junto a la productora de series Karen Ross. El formato es propiedad de Banijay Group.
La primera adaptación internacional fue desarrollada en Australia en 2009, en donde fue transformado en la adaptación actual del programa. El éxito del desarrollo australiano llevó después al éxito internacional del formato.

## Formato
El formato del programa se ha exportado a todo el mundo con el mismo logotipo de MasterChef, y es ahora producido en más de 40 países y se transmite en más de 200 territorios.
En todo el mundo, este formato ha tenido cuatro versiones diferentes: la principal MasterChef, para cocineros aficionados; MasterChef Profesionales, para profesionales de la cocina; MasterChef Celebrity, que cuenta con las participaciones de famosos reconocidos como contendientes; y Junior MasterChef, una versión creada y adaptada para niños, que fue desarrollada originalmente en 1994 y que también ha proliferado recientemente fuera de España. En 2012, Australia creó una quinta versión llamada MasterChef All-Stars, con participantes de las versiones anteriores que recaudarían dinero para caridad. En 2019 México creó una versión llamada MasterChef La Revancha, con participantes de temporadas anteriores y Brasil creó un spin-off llamado MasterChef Para Tudo, con lo que ocurre en los bastidores del programa. En 2020 Ecuador creó una versión llamada MasterChef: Tiempo Extra, en esta edición los participantes eliminados de la temporada en curso tienen otra oportunidad para demostrar sus habilidades culinarias, el participante ganador de tiempo extra regresa a las cocinas.

## Versiones en el mundo
País que actualmente está emitiendo MasterChef.
     País que planea emitir una nueva edición de MasterChef.
     País que no planea emitir una nueva edición de MasterChef.
| País                                                                 | Nombre local | Canal                                     | Ganadores | Presentadores |
| -------------------------------------------------------------------- | --- | ----------------------------------------- | --- | --- |
| Albania                                                              | MasterChef Albania | Top Channel                               | 1.ª Edición, 2014: Shedren Kelikaj 2.ª Edición, 2014-2015: Marina Tarshu | Manjola Merlika |
| Albania                                                              | MasterChef Junior Albania Web oficial Archivado el 1 de julio de 2019 en Wayback Machine.                                    | RTSH                                      | 1.ª Edición, 2018: Denisa | Redjan Mulla |
| Alemania                                                             | Deutschlands MeisterKoch Web oficial                                                                                         | Sat.1                                     | 1.ª Edición, 2010: Jessica Feverengarth | |
| Argelia                                                              | MasterChef Algérie Web oficial Archivado el 3 de octubre de 2016 en Wayback Machine.                                         | Echourouk TV                              | 1.ª Edición, 2016: Carmen Hadraoui 2.ª Edición, 2017: Mohamed Elhamaid 3.ª Edición, 2019: Dominica Albahor | |
| Argentina                                                            | MasterChef Argentina Web oficial Archivado el 7 de abril de 2014 en Wayback Machine.                                         | Telefe                                    | 1.ª Edición, 2014: Elba Rodríguez 2.ª Edición, 2015: Alejo Lagourde 3.ª Edición, 2023: Rodolfo Vera Calderón | Mariano Peluffo (1.ª-2.ª) Wanda Nara (3.ª) |
| Argentina                                                            | MasterChef Junior Web oficial Archivado el 7 de marzo de 2016 en Wayback Machine.                                            | Telefe                                    | 1.ª Edición, 2015: María Méndez 2.ª Edición, 2015-16: Sebastián González | Mariano Peluffo (1.ª-2.ª) |
| Argentina                                                            | MasterChef Celebrity Web oficial                                                                                             | Telefe                                    | 1.ª Edición, 2020: Claudia Villafañe 2.ª Edición, 2021: Gastón Dalmau 3.ª Edición, 2022: Micaela Viciconte | Santiago del Moro (1.ª- 2.ª) |
| Argentina                                                            | MasterChef Celebrity: La Revancha                                                                                            | Telefe                                    | 1.ª Edición, 2022: Sofía Pachano | |
| Asia China Filipinas India Indonesia Malasia Singapur Taiwán Vietnam | MasterChef Asia Web oficial Archivado el 26 de septiembre de 2016 en Wayback Machine.                                        | Lifetime                                  | 1.ª Edición, 2015: Woo Wai Leong | |
| Australia                                                            | MasterChef Australia Web oficial Archivado el 22 de septiembre de 2013 en Wayback Machine.                                   | Network Ten                               | 1.ª Edición, 2009: Julie Goodwin 2.ª Edición, 2010: Adam Liaw 3.ª Edición, 2011: Kate Bracks 4.ª Edición, 2012: Andy Allen 5.ª Edición, 2013: Emma Dean 6.ª Edición, 2014: Brent Owens 7.ª Edición, 2015: Billie McKay 8.ª Edición, 2016: Elena Duggan 9.ª Edición, 2017: Diana Chan 10.ª Edición, 2018: Sashi Cheliah 11.ª Edición, 2019: Larissa Takchi 12.ª Edición (All-Stars), 2020: Emelia Jackson | Sarah Wilson (1.ª) Gary Mehigan (2.ª-11.ª) George Calombaris (2.ª-11.ª) Matt Preston (2.ª-11.ª) Jock Zonfrillo (12.ª) Melissa Leong (12.ª) Andy Allen (12.ª) |
| Australia                                                            | Celebrity MasterChef | Network Ten                               | 1.ª Edición, 2009: Eamon Sullivan 2.ª Edición, 2021: Nick Riewoldt | Gary Mehigan (1.ª) George Calombaris (1.ª) |
| Australia                                                            | MasterChef Junior | Network Ten                               | 1.ª Edición, 2010: Isabella Bliss 2.ª Edición, 2011: Greta Yaxley 3.ª Edición, 2020: Georgia Eris | Gary Mehigan (1.ª-2.ª) George Calombaris (1.ª-2.ª) Matt Preston (1.ª) Jock Zonfrillo (3.ª) Melissa Leong (3.ª) Andy Allen (3.ª)                              |
| Australia                                                            | MasterChef All-Stars | Network Ten                               | 1.ª Edición, 2012: Callum Hann | Gary Mehigan (1.ª) George Calombaris (1.ª) Matt Preston (1.ª)                                                                                                |
| Australia                                                            | MasterChef: The Professionals                                                                                                | Network Ten                               | 1.ª Edición, 2013: Rhys Badcock | Matt Preston (1.ª) Marco Pierre White (1.ª) |
| Bélgica (en neerlandés)                                              | MasterChef (Bélgica) (formato con famosos) Web oficial                                                                       | VTM                                       | 1.ª Edición, 2010: Sabine Appelmans 2.ª Edición, 2011: Bart van den Bossche 3.ª Edición, 2012: Marc Coucke | Dina Tersago (1.ª) |
| Bolivia                                                              | MasterChef Bolivia Web oficial                                                                                               | Unitel (Bolivia)                          | 1.ª Edición 2022: Nicolás Suárez 2.ª Edición, 2023: Nicole Córdoba | Anabel Angus |
| Bolivia                                                              | MasterChef Celebrity Bolivia Web oficial                                                                                     | Unitel (Bolivia)                          | 1.ª Edición, 2025: Claudia Peña | Anabel Angus |
| Brasil                                                               | MasterChef Brasil Web oficial                                                                                                | Rede Bandeirantes                         | 1.ª Edición, 2014: Elisa Fernandes 2.ª Edición, 2015: Izabel Alvares 3.ª Edición, 2016: Leonardo Young 4.ª Edición, 2017: Michele Crispim 5.ª Edición, 2018: Maria Antônia Russi 6.ª Edición, 2019: Rodrigo Massoni 7.ª Edición, 2020: Anna Paula Nico 8.ª Edición, 2021: Isabella Scherer 9.ª Edición, 2022: Lays Fernandes 10.ª Edición, 2023: Ana Carolina Porto 11.ª Edición, 2024: José Roberto Gomes 12.ª Edición, 2025: | Ana Paula Padrão (1.ª–11.ª) |
| Brasil                                                               | MasterChef Júnior | Rede Bandeirantes                         | 1.ª Edición, 2015: Lorenzo Ravioli 2.ª Edición, 2022: Larissa Krokoscz | Ana Paula Padrão |
| Brasil                                                               | MasterChef Profissionais | Rede Bandeirantes                         | 1.ª Edición, 2016: Dayse Paparoto 2.ª Edición, 2017: Pablo Oazen 3.ª Edición, 2018: Rafael Gomes 4.ª Edición, 2022: Diego Sacilotto 5.ª Edición, 2023: Bárbara Frazão | Ana Paula Padrão |
| Brasil                                                               | MasterChef: A Revanche | Rede Bandeirantes                         | 1.ª Edición, 2019: Vitor Bourgignon | Ana Paula Padrão |
| Brasil                                                               | MasterChef + | Rede Bandeirantes                         | 1.ª Edición, 2022: Astro Ribeiro & Pietro Coccaro 2.ª Edición, 2023: Eduardo de Mingo & Maria do Carmo Prado | Ana Paula Padrão |
| Brasil                                                               | MasterChef Confeitaria | Rede Bandeirantes                         | 1.ª Edición, 2024: Cesar Yukio | Ana Paula Padrão |
| Brasil                                                               | MasterChef: Para Tudo | Rede Bandeirantes                         | Sin ganador | Ana Paula Padrão |
| Brasil                                                               | MasterChef: Especial de Fim de Ano                                                                                           | Rede Bandeirantes                         | 1.ª Edición (Desafio das Temporadas), 2015: Equipo Azul (Participantes de la 1.ª Edición) | Ana Paula Padrão |
| Brasil                                                               | MasterChef: Especial de Fim de Ano                                                                                           | Rede Bandeirantes                         | 2.ª Edición (Natal), 2020: Zeca Camargo Marília Mendonça & Péricles | Ana Paula Padrão |
| Brasil                                                               | MasterChef: Especial de Fim de Ano                                                                                           | Rede Bandeirantes                         | 3.ª Edición, 2021: Negra Li & Felipe Titto Bia Feres & Branca Feres Cafu & Dudu Nobre Leo Von & Ronnie Von | Ana Paula Padrão |
| Brasil                                                               | MasterChef Creators | YouTube                                   | 1.ª Edición, 2025: Gi Souza | Eduardo Camargo Filipe Oliveira |
| Bulgaria                                                             | MasterChef Web oficial | bTV                                       | 1.ª Edición, 2015: Simon Chervenkov 2.ª Edición, 2016: Sevda Dimitrova 3.ª Edición, 2017: Bozhana Katsarova 4.ª Edición, 2018: Stanislav Raychev 5.ª Edición, 2019: Radka Bulman 6.ª Edición, 2020: Ivaylo Spasov 7.ª Edición, 2021: Maria Zhekova 8.ª Edición, 2023: Marianna Alexandrova | |
| Canadá (en Inglés)                                                   | MasterChef Canadá Web oficial                                                                                                | CTV                                       | 1.ª Edición, 2014: Eric Chong 2.ª Edición, 2015: David Jorge 3.ª Edición, 2016: Mary Berg 4.ª Edición, 2017: Trevor Connie 5.ª Edición, 2018: Rebecca "Beccy" Stables 6.ª Edición, 2019: Jennifer Crawford 7.ª Edición (All-Stars), 2021: Confirmada | Claudio Aprile (1.ª-7.ª) Michael Bonacini (1.ª-7.ª) Alvin Leung (1.ª-7.ª)                                                                                    |
| Canadá (en Inglés)                                                   | MasterChef Canada: A Holiday Special                                                                                         | CTV                                       | 1.ª Edición, 2014: Pino DiCerbo | |
| Canadá (en Inglés)                                                   | MasterChef Canada: All-Star Family Edition                                                                                   | CTV                                       | 1.ª Edición, 2016: Pino DiCerbo | |
| Chile                                                                | MasterChef Chile Web oficial                                                                                                 | Canal 13                                  | 1.ª Edición, 2014: Daniela Castro 2.ª Edición, 2015: Alfonso Castro 3.ª Edición, 2017: Faryd García 4.ª Edición, 2019: Camila Ruiz | Diana Bolocco (1.ª-3.ª) Christopher Carpentier (4.ª) |
| Chile                                                                | Junior MasterChef Chile | Canal 13                                  | 1.ª Edición, 2016: Emilia Muñoz | Diana Bolocco (1.ª) |
| Chile                                                                | MasterChef Celebrity Chile                                                                                                   | Canal 13                                  | 1.ª Edición, 2020: Natalia Duco 2.ª Edición, 2021: Begoña Basauri | Christopher Carpentier (1.ª) |
| China                                                                | 顶级厨师 | Dragon TV                                 | 1.ª Edición, 2012: Wei Han 2.ª Edición, 2013: Zhao Dan | |
| Colombia                                                             | MasterChef Colombia Web oficial Archivado el 12 de agosto de 2015 en Wayback Machine.                                        | RCN Televisión                            | 1.ª Edición, 2015: Federico Martínez 2.ª Edición, 2016: Leonardo Morán | Claudia Bahamón |
| Colombia                                                             | MasterChef Junior | RCN Televisión                            | 1.ª Edición, 2015: Yulitza Sarmiento | Claudia Bahamón |
| Colombia                                                             | MasterChef Celebrity | RCN Televisión                            | 1.ª Edición, 2018: Piter Albeiro 2.ª Edición, 2019-2020: Adriana Lucía 3.ª Edición, 2021: Carla Giraldo 4.ª Edición, 2022: Ramiro Meneses 5.ª Edición, 2023: Carolina Acevedo 6.ª Edición, 2024: Paola Rey 7.ª Edición, 2025: En Emisión | Claudia Bahamón |
| Corea del Sur                                                        | (마스터셰프 코리아) | O'live                                    | 1.ª Edición, 2012: Kim Seung Min 2.ª Edición, 2013: Choi Kang Rok 3.ª Edición, 2014: Choi Kwang Ho 4.ª Edición, 2016: Kim Jung Hyun | |
| Corea del Sur                                                        | MasterChef Korea Celebrity                                                                                                   | O'live                                    | 1.ª Edición, 2013: Son Ho-young | |
| Costa Rica                                                           | MasterChef Costa Rica | Teletica                                  | 1.ª Edición, 2017: Danielle Fuentes 2.ª Edición, 2018: Mauricio Domínguez 3.ª Edición, 2019: María Catalina Santos 4.ª Edición, 2020-21: Gabriela Cruz 5.ª Edición, 2021: Daniel Alfaro | Shirley Álvarez |
| Croacia                                                              | MasterChef Hrvatska Web oficial Archivado el 10 de abril de 2011 en Wayback Machine.                                         | Nova TV                                   | 1.ª Edición, 2011: Šime Sušić 2.ª Edición, 2012: Nikola Lesar | |
| Dinamarca                                                            | Masterchef Danmark Web oficial Archivado el 7 de octubre de 2016 en Wayback Machine.                                         | TV3                                       | 1.ª Edición, 2011: Timm Vladimir 2.ª Edición, 2012: Søs Egelind 3.ª Edición, 2013: Jim Lyngvild 4.ª Edición, 2014: Julie Rugaard 5.ª Edición, 2015: Anders Halskov-Jensen 6.ª Edición, 2016: Karoline Trier 7.ª Edición, 2017: Michael Oxvang 8.ª Edición, 2018: Mette Spanget De Linde 9.ª Edición, 2019: Jacob Lionett 10.ª Edición, 2020: Confirmada | |
| Dinamarca                                                            | Masterchef VIP | TV3                                       | 1.ª Edición (Parte 1), 2013: Oliver Bjerrehus & Mattias Hundebøl 1.ª Edición (Parte 2), 2013: Simon Emil Ammitzbøll & Ellen Trane Nørby 1.ª Edición (Parte 3), 2013: Benjamin Koppel & Marie Carmen Koppel | |
| Dinamarca                                                            | Masterchef All-Star | TV3                                       | 1.ª Edición, 2014: Timm Vladimir | |
| Ecuador                                                              | MasterChef Ecuador | Teleamazonas                              | 1.ª Edición, 2019: Beto Larco 2.ª Edición, 2020-2021: Roberto Ayala 3.ª Edición, 2021-2022: Andrés Arrata 4.ª Edición, 2022-2023: Henry Alvarado | Érika Vélez |
| Ecuador                                                              | MasterChef Celebrity | Teleamazonas                              | 1.ª Edición, 2023-2024: Nikki Mackliff 2.ª Edición, 2024-2025: Shany Nadan | Érika Vélez |
| Ecuador                                                              | MasterChef Tiempo extra | Teleamazonas                              | 1.ª Edición, 2020-2021: Daniel Mestanza 2.ª Edición, 2021-2022: Alberta Vallarino 3.ª Edición, 2022-2023: Sonnia Vasquez | Carolina Sánchez Irene González Jorge Rausch |
| Eslovaquia República Checa                                           | MasterChef | Markíza TV Nova                           | 1.ª Edición, 2012: Barbóra Kozanova 2.ª Edición, 2018: Lea Czavosedka 3.ª Edición, 2020: Pavel Edzokwanowe | |
| Eslovenia                                                            | MasterChef Slovenija Web oficial                                                                                             | POP                                       | 1.ª Edición, 2015: Sašo Miljuševič 2.ª Edición, 2016: Darko Klemen 3.ª Edición, 2017: Sara Rutar 4.ª Edición, 2018: Jaka Mankoč 5.ª Edición, 2019: Anže Kuplenik 6.ª Edición, 2020: En Emisión | |
| España                                                               | MasterChef Web oficial | La 1                                      | 1.ª Edición, 2013: Juan Manuel Sánchez 2.ª Edición, 2014: Vicky Pulgarín 3.ª Edición, 2015: Carlos Maldonado 4.ª Edición, 2016: Virginia Naranjo 5.ª Edición, 2017: Jorge Brazález 6.ª Edición, 2018: Marta Verona 7.ª Edición, 2019: Aleix Puig 8.ª Edición, 2020: Ana Iglesias 9.ª Edición, 2021: Arnau Paris 10.ª Edición, 2022: María Lo Gómez 11.ª Edición, 2023: Eneko Fernández 12.ª Edición, 2024: En Emisión | Eva González (1.ª-6.ª) |
| España                                                               | MasterChef Junior Web oficial                                                                                                | La 1                                      | 1.ª Edición, 2013-2014: Marío Palacios 2.ª Edición, 2014-2015: Manuel Esteve 3.ª Edición, 2015-2016: María Fernández-Victoria 4.ª Edición, 2016-2017: Paula Alós 5.ª Edición, 2017-2018: Esther Requena 6.ª Edición, 2018-2019: Josetxo Pérez 7.ª Edición, 2019-2020: Lu Pérez 8.ª Edición, 2020-2021: Aurora Ruiz 9.ª Edición, 2021-2022: Guillem Serrat 10.ª Edición, 2023-2024: Loreto Riera | Eva González (1.ª-6.ª) |
| España                                                               | MasterChef Celebrity Web oficial                                                                                             | La 1                                      | 1.ª Edición, 2016: Miguel Ángel Muñoz 2.ª Edición, 2017: Saúl Craviotto 3.ª Edición, 2018: Ona Carbonell 4.ª Edición, 2019: Tamara Falcó 5.ª Edición, 2020: Raquel Meroño 6.ª Edición, 2021: Juanma Castaño / Miki Nadal 7.ª Edición, 2022: Lorena Castell 8.ª Edición, 2023: Laura Londoño 9.ª Edición, 2024: Inés Hernand | Eva González (1.ª-3.ª) |
| España                                                               | MasterChef Abuelos Web oficial                                                                                               | La 1                                      | 1.ª Edición, 2020: Guadalupe Fiñana 2.ª Edición, 2022: Almudena Gandarias | - |
| España                                                               | MasterChef Navidad | La 1                                      | 1.ª Edición, 2014: Cristóbal Gómez 2.ª Edición, 2022-2023: Anabel Alonso | Eva González (1.ª) |
| Estados Unidos (en español)                                          | MasterChef Latino | Telemundo                                 | 1.ª Edición, 2018: Sindy Lazo 2.ª Edición, 2019: Lauren Arboleda | Aracely Arámbula (1.ª) Gaby Espino (2.ª) |
| Estados Unidos (en español)                                          | MasterChef Latinos | Estrella TV                               | 1.ª Edición, 2022: Michelle Mathelín | |
| Estados Unidos (en inglés)                                           | MasterChef USA Web oficial Archivado el 4 de marzo de 2016 en Wayback Machine.                                               | PBS                                       | 1.ª Edición, 2000: Nancy Vaziri 2.ª Edición, 2001: Geoffrey Hill | Gary Rhodes (1.ª) |
| Estados Unidos (en inglés)                                           | MasterChef Web oficial | Fox                                       | 1.ª Edición, 2010: Whitney Miller 2.ª Edición, 2011: Jennifer Behm 3.ª Edición, 2012: Christine Hà 4.ª Edición, 2013: Luca Manfé 5.ª Edición, 2014: Courtney Lapresi 6.ª Edición, 2015: Claudia Sandoval 7.ª Edición, 2016: Shaun O'Neale 8.ª Edición, 2017: Dino Angelo Luciano 9.ª Edición, 2018: Gerron Hurt 10.ª Edición, 2019: Dorian Hunter 11.ª Edición, 2022: Kelsey Murphy 12.ª Edición, 2023: Grant Gillon 13.ª Edición, 2024: Michael Leonard | |
| Estados Unidos (en inglés)                                           | MasterChef Junior Web oficial                                                                                                | Fox                                       | 1.ª Edición, 2013: Alexander Weiss 2.ª Edición, 2014: Logan Guleff 3.ª Edición, 2015: Nathan Odom 4.ª Edición, 2016: Addison Osta Smith 5.ª Edición, 2017: Jasmine Stewart 6.ª Edición, 2018: Beni Cwialaka 7.ª Edición, 2019: Che Spiotta 8.ª Edición, 2022: Liya Chu 9.ª Edición, 2024: Bryson McGlynn | |
| Estados Unidos (en inglés)                                           | MasterChef La Revancha | Fox                                       | 1.ª Edición, 2022: Dara Yu | |
| Filipinas                                                            | Junior MasterChef Pinoy Edition Web oficial                                                                                  | ABS-CBN                                   | 1.ª Edición, 2011-2012: Kyle Imao | Judy Ann Santos-Agoncillo |
| Filipinas                                                            | MasterChef Pinoy Edition Web oficial                                                                                         | ABS-CBN                                   | 1.ª Edición, 2012-2013: JR Royol | Judy Ann Santos-Agoncillo |
| Finlandia                                                            | MasterChef Suomi Web oficial                                                                                                 | Nelonen (1.ª-5.ª) MTV3 (6.ª)              | 1.ª Edición, 2011: Ona Pakörta 2.ª Edición, 2012: Teman Pahuroki 3.ª Edición, 2013: Alba Anpat 4.ª Edición, 2014: Lisa Orkomo 5.ª Edición, 2015: Rainbow Giyurku 6.ª Edición, 2020: Eler Sisapia | |
| Finlandia                                                            | Junior MasterChef Web oficial                                                                                                | Nelonen                                   | 1.ª Edición, 2012: Ima Pakatunapi 2.ª Edición, 2013: Anna Gorutapkai 3.ª Edición, 2017: Thomas Ötelber | |
| Finlandia                                                            | MasterChef VIP Web oficial                                                                                                   | Nelonen                                   | 1.ª Edición, 2015: | |
| Francia                                                              | MasterChef France Web oficial                                                                                                | TF1                                       | 1.ª Edición, 2010: Anne Alassane 2.ª Edición, 2011: Élisabeth Biscarrat 3.ª Edición, 2012: Ludovic Dumont 4.ª Edición, 2013: Marc Boissieux 5.ª Edición, 2015: Khanh-Ly Huynh | Carole Rousseau (1.ª-3.ª) Sébastien Demorand (4.ª) Sandrine Quétier (5.ª)                                                                                    |
| Francia                                                              | MasterChef Junior | TF1                                       | 1.ª Edición, 2011: Jean Feri 2.ª Edición, 2012: Martin Elmans 3.ª Edición, 2013: Thibaut Oresa | |
| Francia                                                              | MasterChef Les Meilleurs | TF1                                       | 1.ª Edición, 2013: Pierre Lefebvre | |
| Ghana                                                                | MasterChef Ghana | GTV                                       | 1.ª Edición, 2015: Diata Mukwase 2.ª Edición, 2016: Nadia Acquah 3.ª Edición, 2017: Anderson Myanga 4.ª Edición, 2018: Sunshine Magwe 5.ª Edición, 2019: Ernest Anao 6.ª Edición, 2020: Fatau Pamwi 7.ª Edición, 2021: En emisión | Chris Attoh |
| Ghana                                                                | Junior MasterChef | GTV                                       | 1.ª Edición, 2017: Harrison Malawelunga 2.ª Edición, 2018: Marie Graide 3.ª Edición, 2019: Isabella Okuyena | Chris Attoh |
| Ghana                                                                | MasterChef: The Professionals                                                                                                | GTV                                       | 1.ª Edición, 2020: Nicoletta Appiah | Chris Attoh |
| Grecia                                                               | MasterChef Web oficial en Mega (no activa) Web oficial en Star                                                               | Mega (1.ª-2.ª) Star (3.ª-6.ª)             | 1.ª Edición, 2010: Akis Petretzikis 2.ª Edición, 2012-2013: Kostis Kampas & Mpampis Koudouris 3.ª Edición, 2017: Lambros Vakiaros 4.ª Edición, 2018: Timoleon Diamantis 5.ª Edición, 2019: Manolis Sarris 6.ª Edición, 2020: Stavros Varthalitis | Eugenia Manolidou (1.ª) Maria Synatsaki (2.ª) |
| Grecia                                                               | Junior MasterChef Web oficial en Mega (no activa) Web oficial en Star                                                        | Mega (1.ª) Star (2.ª)                     | 1.ª Edición, 2011-2012: Lilian Emvaloti 2.ª Edición, 2018: Konstantinos Christopoulos | Maria Mpekatorou (1.ª) |
| Guinea Ecuatorial                                                    | MasterChef Junior | TVGE                                      | 1.ª Edición, 2019: Silvia Ekomo 2.ª Edición, 2020: Felipe Odjenateme Ensue 3.ª Edición, 2021: Confirmada | Asunción Adjeme |
| Holanda                                                              | MasterChef Holland Web oficial                                                                                               | NET 5 (1.ª-3.ª, 5.ª) SBS 6 (4.ª)          | 1.ª Edición, 2010: Virgia Vandalherm 2.ª Edición, 2011: Rosa Gonzalez Oosterbejk 3.ª Edición, 2012: Bart Boraa 4.ª Edición, 2016: Hilde van der Vajs 5.ª Edición, 2018: Hakim Ersaajak 6.ª Edición, 2019: Ivory Laatebaork | Renate Verbaan (1.ª) |
| Hungría                                                              | MasterChef VIP Web oficial (enlace roto disponible en Internet Archive; véase el historial, la primera versión y la última). | TV2                                       | 1.ª Edición, 2018: Zsófia Kondákor 2.ª Edición, 2020: Evelin Gáspár | Nóra Ördög |
| India                                                                | MasterChef Web oficial Archivado el 3 de septiembre de 2013 en Wayback Machine.                                              | Star Plus                                 | 1.ª Edición, 2010: Pankaj Bhadouria 2.ª Edición, 2011-2012: Shipra Khanna 3.ª Edición, 2013: Ripudaman Handa 4.ª Edición, 2015: Nikita Gandhi 5.ª Edición, 2016: Kirti Bhoutika 6.ª Edición, 2019-2020: Abinas Nayak | |
| India                                                                | Junior Masterchef Swaad Ke Ustaad Web oficial                                                                                | Star Plus                                 | 1.ª Edición, 2013: Sarthak Bhardwaj | |
| Indonesia                                                            | MasterChef Indonesia Web oficial                                                                                             | RCTI                                      | 1.ª Edición, 2011: Lucky Pasago 2.ª Edición, 2012: Desi Diam 3.ª Edición, 2013: William Boyako 4.ª Edición, 2015: Luvita Hodiono 5.ª Edición, 2019: Stefani Horison 6.ª Edición, 2019-2020: Eric Herjanto 7.ª Edición, 2020: En Emisión | |
| Irlanda                                                              | MasterChef Ireland Web oficial                                                                                               | RTÉ Two                                   | 1.ª Edición, 2011: Mary Carney 2.ª Edición, 2012: Tamarin Blackmur | |
| Irlanda                                                              | Celebrity MasterChef | RTÉ Two                                   | 1.ª Edición, 2013: David Gillick 2.ª Edición, 2017: Niamh Kavanagh | |
| Israel                                                               | MasterChef Israel (מאסטר שף)                                                                                                 | Channel 2 (1.ª-6.ª) Keshet 12 (7.ª-8.ª)   | 1.ª Edición, 2010: Ina Kravetsky 2.ª Edición, 2011: Avi Levy 3.ª Edición, 2013: Tom Franz 4.ª Edición, 2014: Nof Atamnah 5.ª Edición, 2015: Massimiliano Di Matteo 6.ª Edición, 2016: Tom Aviv 7.ª Edición, 2017-2018: Tamar Soulakovsky 8.ª Edición, 2019: Vanessa Vidal | |
| Israel                                                               | Junior MasterChef (מאסטר שף ילדים)                                                                                           | Channel 2                                 | 1.ª Edición, 2012: Daniel Tirosh | |
| Israel                                                               | MasterChef VIP (VIP מאסטר שף)                                                                                                | Channel 2 (1.ª) Keshet 12 (2.ª)           | 1.ª Edición, 2015: Shay Avivi 2.ª Edición, 2019: Itay Levi | |
| Italia                                                               | MasterChef Italia Web oficial                                                                                                | Cielo (1.ª) Sky Uno (2.ª-10.ª)            | 1.ª Edición, 2011: Spyros Theodoridis 2.ª Edición, 2012-2013: Tiziana Stefanelli 3.ª Edición, 2013-2014: Federico Francesco Ferrero 4.ª Edición, 2014-2015: Stefano Callegaro 5.ª Edición, 2015-2016: Erica Liverani 6.ª Edición, 2016-2017: Valerio Braschi 7.ª Edición, 2017-2018: Simone Scipioni 8.ª Edición, 2019: Valeria Raciti 9.ª Edición, 2019-2020: Antonio Lorenzon 10.ª Edición, 2020-2021: Francesco Aquila 11.ª Edición, 2021-2022: Tracy Eboigbodin 12.ª Edición, 2022-2023: Edoardo Franco 13.ª Edición, 2023-2024: Eleonora Riso 14.ª Edición, 2023-2024: Yi Lan “Anna” Zhang | |
| Italia                                                               | Junior MasterChef Italia Web oficial                                                                                         | Sky Uno                                   | 1.ª Edición, 2014: Emanuela Tabasso 2.ª Edición, 2015: Andrea Picchione 3.ª Edición, 2016: Nicolò Momesso | |
| Italia                                                               | Celebrity MasterChef Italia                                                                                                  | Sky Uno                                   | 1.ª Edición, 2017: Roberta Capua 2.ª Edición, 2018: Anna Tatangelo | |
| Italia                                                               | MasterChef All Stars Italia                                                                                                  | Sky Uno                                   | 1.ª Edición, 2018-2019: Michele Cannistraro | |
| Malasia                                                              | MasterChef Malaysia Web oficial                                                                                              | Astro Ria                                 | 1.ª Edición, 2011-2012: Ezani Farhana 2.ª Edición, 2012: Izyan Hani | |
| Malasia                                                              | MasterChef Selebriti Malaysia                                                                                                | Astro Ria                                 | 1.ª Edición, 2012: Fazley Yaakob 2.ª Edición, 2013: Zuraidah Badron, "Syura" | |
| Malasia                                                              | MasterChef All-Stars Malaysia                                                                                                | Astro Ria                                 | 1.ª Edición, 2013: Arshad Zamir | |
| México                                                               | MasterChef México Web oficial                                                                                                | Azteca Uno                                | 1.ª Edición, 2015: Alan Rangel 2.ª Edición, 2016: Bertha López 3.ª Edición, 2017: Honorina Arroyo 4.ª Edición, 2018: Ismael Zhu Li 5.ª Edición, 2020: Adriana Salcedo | Anette Michel (1.ª-5.ª) |
| México                                                               | Masterchef Junior | Azteca Uno                                | 1.ª Edición, 2016: Alana Lliteras 2.ª Edición, 2017: Diego Fernández 3.ª Edición, 2022: Natalia "Naty" Cruz | Anette Michel (1.ª-2.ª) Tatiana (3.ª) |
| México                                                               | MasterChef La Revancha | Azteca Uno                                | 1.ª Edición, 2019: Carmen Miranda | Anette Michel |
| México                                                               | Masterchef Celebrity | Azteca Uno                                | 1.ª Edición, 2021: Germán Montero 2.ª Edición, 2022: Ricardo Peralta 3.ª Edición, 2023: Irma Miranda 4.ª Edición, 2024: Rossana Nájera 5.ª Edición, 2025: En Emisión | Rebecca de Alba (1.ª) Tatiana (2.ª) Claudia Lizaldi (3.ª-5.ª)                                                                                                |
| Noruega                                                              | MasterChef Norge Web oficial Archivado el 2 de octubre de 2016 en Wayback Machine.                                           | TV3                                       | 1.ª Edición, 2010: Henriette Myher Hagelund 2.ª Edición, 2013: Vibeke Klemetsen | |
| Nueva Zelanda                                                        | MasterChef New Zealand Web oficial                                                                                           | TV One (1.ª-5.ª) TV3 (6.ª)                | 1.ª Edición, 2010: Brett McGregor 2.ª Edición, 2011: Nadia Lim 3.ª Edición, 2012: Chelsea Winter 4.ª Edición, 2013: Aaron Brunet 5.ª Edición, 2014: Karena Bird & Kasey Bird 6.ª Edición, 2015: Tim Read | |
| Pakistán                                                             | MasterChef Pakistan Web oficial                                                                                              | Urdu1                                     | 1.ª Edición, 2014: Ammara Noman | |
| Panamá                                                               | MasterChef Panamá | Mall TV                                   | 1.ª Edición, 2019: Héctor Correa | María Isabella Pérez |
| Paraguay                                                             | MasterChef Paraguay | Telefuturo                                | 1.ª Edición, 2018: María Liz Ocampos 2.ª Edición, 2018: Nancy Talavera 3.ª Edición, 2019: Joaquín Alcorta 4.ª Edición, 2023: María Marta Villalba | Paola Maltese |
| Paraguay                                                             | MasterChef Profesionales Paraguay                                                                                            | Telefuturo                                | 1.ª Edición, 2019: Julián Endara | Paola Maltese |
| Paraguay                                                             | MasterChef Celebrity Paraguay                                                                                                | SNT                                       | 1.ª Edición, 2025: En Emisión | Mercedes Almada |
| Perú                                                                 | MasterChef Perú | América Televisión                        | 1.ª Edición, 2011: Jim Daniel Echevarría | Gastón Acurio |
| Polonia                                                              | MasterChef Web oficial | TVN                                       | 1.ª Edición, 2012: Barbara Ritz, "Basia" 2.ª Edición, 2013: Beata Śniechowska 3.ª Edición, 2014: Dominika Wójciak 4.ª Edición, 2015: Damian Kordas 5.ª Edición, 2016: Magdalena Nowaczewska 6.ª Edición, 2017: Mateusz Zielonka 7.ª Edición, 2018: Ola Nguyen 8.ª Edición, 2019: Grzegorz Zawieurucha 9.ª Edición, 2020: En Emisión (Final: 13 de Diciembre) | |
| Polonia                                                              | MasterChef: All Stars | TVN                                       | 1.ª Edición, 2017: 2.ª Edición, 2018: | |
| Polonia                                                              | MasterChef Junior | TVN                                       | 1.ª Edición, 2016: Natalia Paździor 2.ª Edición, 2017: Julia Cymbaluk 3.ª Edición, 2018: Bartosz Kwiecień 4.ª Edición, 2019: Paulina Foremny 5.ª Edición, 2020: Gaja Suchocka | |
| Portugal                                                             | MasterChef Portugal Web oficial en TVI                                                                                       | RTP 1 (1.ª) TVI (2.ª-4.ª)                 | 1.ª Edición, 2011: Lígia dos Santos 2.ª Edición, 2014: Rita Eloi Neto 3.ª Edición, 2015: Manuel Fernandes 4.ª Edición, 2015: Rúben Silva | Sílvia Alberto (1.ª) Manuel Luís Goucha (2.ª-4.ª) |
| Portugal                                                             | MasterChef Júnior | TVI                                       | 1.ª Edición, 2016: Maria Mota 2.ª Edición, 2017: Américo | Manuel Luís Goucha |
| Portugal                                                             | MasterChef Celebridades | TVI                                       | 1.ª Edición, 2017: Afonso Vilela | Leonor Poeiras |
| Portugal                                                             | MasterChef Natal | TVI                                       | 1.ª Edición, 2018: Rita Eloi Neto & Luís Portugal | Manuel Luís Goucha |
| Reino Unido                                                          | MasterChef | BBC One (1.ª-10) BBC Two (11.ª)           | 1.ª Edición, 1990: Joan Bunting 2.ª Edición, 1991: Sue Longden 3.ª Edición, 1992: Vanessa Binns 4.ª Edición, 1993: Derek Johns 5.ª Edición, 1994: Gerry Goldwyre 6.ª Edición, 1995: Marion Macfarlane 7.ª Edición, 1996: Neil Haidar 8.ª Edición, 1997: Julie Friend 9.ª Edición, 1999: Lloyd Burgess 10.ª Edición, 2000: Marjorie Lang 11.ª Edición, 2001: Rosa Baden-Powell | Loyd Grossman (1.ª-10.ª) Gary Rhodes (11.ª) |
| Reino Unido                                                          | MasterChef UK | BBC One (5.ª-16.ª) BBC Two (1-4.ª)        | 1.ª Edición, 2005: Thomasina Miers 2.ª Edición, 2006: Peter Bayless 3.ª Edición, 2007: Steven Wallis 4.ª Edición, 2008: James Nathan 5.ª Edición, 2009: Mat Follas 6.ª Edición, 2010: Dhruv Baker 7.ª Edición, 2011: Tim Anderson 8.ª Edición, 2012: Shelina Permalloo 9.ª Edición, 2013: Natalie Coleman 10.ª Edición, 2014: Ping Coombes 11.ª Edición, 2015: Simon Wood 12.ª Edición, 2016: Jane Devonshire 13.ª Edición, 2017: Saliha Mahmood-Ahmed 14.ª Edición, 2018: Kenny Tutt 15.ª Edición, 2019: Irini Tzortzoglou 16.ª Edición, 2020: Thomas Frake 17.ª Edición, 2021: Tom Rhodes 18.ª Edición, 2022: Eddie Scott 19.ª Edición, 2023: Chariya Khattiyot 20.ª Edición, 2024: Brin Pirathapan | Gregg Wallace John Torode |
| Reino Unido                                                          | Celebrity MasterChef | BBC One (1.ª-6.ª, 8.ª-11.ª) BBC Two (7.ª) | 1.ª Edición, 2006: Matt Dawson 2.ª Edición, 2007: Nadia Sawalha 3.ª Edición, 2008: Liz McClarnon 4.ª Edición, 2009: Jayne Middlemiss 5.ª Edición, 2010: Lisa Faulkner 6.ª Edición, 2011: Phil Vickery 7.ª Edición, 2012: Emma Kennedy 8.ª Edición, 2013: Ade Edmondson 9.ª Edición, 2014: Sophie Thompson 10.ª Edición, 2015: Kimberly Wyatt 11.ª Edición, 2016: Alexis Conran 12.ª Edición, 2017: Angellica Bell 13.ª Edición, 2018: John Partridge 14.ª Edición, 2019: Greg Rutherford 15.ª Edición, 2020: Riyadh Khalaf 16.ª Edición, 2021: Kadeena Cox 17.ª Edición, 2022: Lisa Snowdon 18.ª Edición, 2023: Wynne Evans 19.ª Edición, 2024: Vito Coppola                                          | |
| Reino Unido                                                          | Junior MasterChef | BBC One (1.ª-5.ª) CBBC (6.ª-9.ª)          | 1.ª Edición, 1994: Camilla Askaroff 2.ª Edición, 1995: Jenna Tinsle 3.ª Edición, 1996: Lucy Wright 4.ª Edición, 1998: Jamie Lee Morgan 5.ª Edición, 1999: Tim Walmsley 6.ª Edición, 2008: Steve Raby 7.ª Edición, 2010: Georgia Bradford 8.ª Edición, 2012: Tom Barlow-Kay 9.ª Edición, 2014: Phoebe Riley | |
| Reino Unido                                                          | Children in Need Junior MasterChef                                                                                           | BBC One                                   | 1.ª Edición, 2008: Alexander Wyatt | |
| Reino Unido                                                          | MasterChef: The Professionals Web oficial                                                                                    | BBC Two (1.ª-12.ª) BBC One (13.ª)         | 1.ª Edición, 2008: Derek Johnstone 2.ª Edición, 2009: Steve Groves 3.ª Edición, 2010: Claire Lara 4.ª Edición, 2011: Ash Mair 5.ª Edición, 2012: Keri Moss & Anton Piotrowski 6.ª Edición, 2013: Steven Edwards 7.ª Edición, 2014: Jamie Scott 8.ª Edición, 2015: Mark Stinchcombe 9.ª Edición, 2016: Gary Maclean 10.ª Edición, 2017: Craig Johnston 11.ª Edición, 2018: Laurence Henry 12.ª Edición, 2019: Stu Deeley 13.ª Edición, 2020: Alex Webb 14.ª Edición, 2021: Dan Lee 15.ª Edición, 2022: Nikita Pathakji 16.ª Edición, 2023: Tom Hamblet 17.ª Edición, 2024: Dan Merriman | |
| Reino Unido                                                          | Sport Relief does MasterChef                                                                                                 | BBC One                                   | 1.ª Edición, 2010: Alan Hansen | |
| Reino Unido                                                          | Comic Relief does MasterChef                                                                                                 | BBC One                                   | 1.ª Edición, 2011: Miranda Hart 2.ª Edición, 2013: Jack Whitehall | |
| República Checa                                                      | MasterChef Česko Web oficial                                                                                                 | Nova                                      | 1.ª Edición, 2015: Roman Kotlář 2.ª Edición, 2016: Jiří Halamka 3.ª Edición, 2019: Kristína Nemčková 4.ª Edición, 2020: Roman Staša 5.ª Edición, 2021: Confirmada | |
| República Dominicana                                                 | MasterChef República Dominicana Web oficial                                                                                  | Telesistema                               | 1.ª Edición, 2018: Nikol Morillo 2.ª Edición, 2019: Nathaly Ramírez 3.ª Edición, 2020: Joel Peron | Mildred Quiroz (1.ª-2.ª) Hony Estrella (3.ª) |
| República Dominicana                                                 | MasterChef Junior República Dominicana                                                                                       | Telesistema                               | 1.ª Edición, 2019: Radhamés Flores | |
| República Dominicana                                                 | MasterChef Celebrity República Dominicana                                                                                    | Telesistema                               | 1.ª Edición, 2019: Sabrina Gómez 2.ª Edición, 2020-2021: Jusef Sánchez 3.ª Edición, 2021: Mabel Henríquez 3.ª Edición, 2024: Juan Carlos Pichardo Jr. | |
| Rumanía                                                              | MasterChef Web oficial | PRO TV                                    | 1.ª Edición, 2012: Petru Buiucă 2.ª Edición, 2013: Aida Parascan 3.ª Edición, 2014: Jesica Zamfir 4.ª Edición, 2014: Ciprian Ogarcă 5.ª Edición, 2015: Andrei Voica 6.ª Edición, 2017: Robert Petrescu 7.ª Edición, 2019: Alina Gologan | Răzvan Fodor (1.ª-6.ª) |
| Rumanía                                                              | MasterChef: Proba Celebrității                                                                                               | PRO TV                                    | 1.ª Edición, 2013: Elena Lasconi | Răzvan Fodor (1.ª) |
| Rusia                                                                | Masterchef Russia | STS                                       | 1.ª Edición, 2015: Alina Kodriukova 2.ª Edición, 2016: Stefan Vitavok 3.ª Edición, 2017: Lena Artasava 4.ª Edición, 2018: Petra Koloukova 5.ª Edición, 2019: Anna Kopleuvits 6.ª Edición, 2020: Fedor Skelarkov 7.ª Edición, 2021: Confirmada | Arkady Novikov (1.ª-7.ª) |
| Rusia                                                                | MasterChef Junior Russia | STS                                       | 1.ª Edición, 2017: Belinda Tizkarova 2.ª Edición, 2018: Olenka Pritek 3.ª Edición, 2019: Lukas Petrolankov 4.ª Edición, 2021: Confirmada | Arkady Novikov (1.ª-4.ª) |
| Singapur                                                             | MasterChef Singapore | Mediacorp                                 | 1.ª Edición, 2018: Zander Ng | |
| Sudáfrica                                                            | MasterChef South Africa | M-Net                                     | 1.ª Edición, 2012: Deena Naidoo 2.ª Edición, 2013: Kamini Pather 3.ª Edición, 2014: Roxi Wardman | |
| Sudáfrica                                                            | Celebrity MasterChef | M-Net                                     | 1.ª Edición, 2015: Chris Forrest | |
| Suecia                                                               | Sveriges Mästerkock Web oficial                                                                                              | TV4                                       | 1.ª Edición, 2011: Louise Johansson 2.ª Edición, 2012: Sigrid Bárány 3.ª Edición, 2013: Jennie Walldén 4.ª Edición, 2014: Amir Kheirmand 5.ª Edición, 2015: Sandra Mastio 6.ª Edición, 2016: Catarina König 7.ª Edición, 2017: Klara Lind 8.ª Edición, 2018: Erik Hammar 9.ª Edición, 2019: Gabriel Jonsson 10.ª Edición, 2020: Sofia Henriksson 11.ª Edición, 2021: Confirmada | |
| Suecia                                                               | Sveriges Mästerkock Yngsta                                                                                                   | TV4                                       | 1.ª Edición, 2014: Viktor Klemmedsson 2.ª Edición, 2015: Donya Absi 3.ª Edición, 2016: Signe Strålin 4.ª Edición, 2017: Walter Sundling 5.ª Edición, 2018: Lily Larsson 6.ª Edición, 2019: Agnes Fredriksson 7.ª Edición, 2020: Giovanni Barotta | |
| Suecia                                                               | Decenniets Mästerkock | TV4                                       | 1.ª Edición, 2020: En Emisión | |
| Suiza                                                                | MasterChef Switzerland | Schweizer Fernsehen                       | 1.ª Edición, 2018: Frederic Steupën 2.ª Edición, 2019: Marilia Mascedo 3.ª Edición, 2020: Eliane Kuyvschermän 4.ª Edición, 2021: Confirmada | Melanie Winiger |
| Tailandia                                                            | MasterChef Thailand Web oficial                                                                                              | Channel 7                                 | 1.ª Edición, 2017: Paweenuch Yodpreechawijit 2.ª Edición, 2018: Thanapat Suyao 3.ª Edición, 2019: Nuntawat Chanyalikit | |
| Tailandia                                                            | MasterChef All-Stars Thailand                                                                                                | Channel 7                                 | 1.ª Edición, 2020: Jessica Wang | |
| Tailandia                                                            | MasterChef Celebrity Thailand                                                                                                | Channel 7                                 | 1.ª Edición, 2020: En Emisión | |
| Turquía                                                              | MasterChef Türkiye Web oficial                                                                                               | Show TV (1.ª) TV8 (2.ª-4.ª)               | 1.ª Edición, 2011: Muzaffer Şenduran 2.ª Edición, 2018: Uğur Kardaş 3.ª Edición, 2019: Cemre Uyanık 4.ª Edición, 2020: En Emisión | Vural Özkandan (1.ª) |
| Ucrania                                                              | МастерШеф Украина Web oficial                                                                                                | STS                                       | 1.ª Edición, 2011: Svetlana Sheptukha 2.ª Edición, 2012: Yelyzaveta Hlinska 3.ª Edición, 2013: Olha Martynovska 4.ª Edición, 2014: Yevhen Zlobin 5.ª Edición, 2015: Yevhen Klopotenko 6.ª Edición, 2016: Asmik Gasparyan 7.ª Edición, 2017: Vadym Bzhezynskyi 8.ª Edición, 2018: Ivan Milanovich 9.ª Edición, 2019: Serhiy Denysov | |
| Ucrania                                                              | МастерШеф Дети (Formato Junior)                                                                                              | STS                                       | 1.ª Edición, 2016: Anton Buldakov 2.ª Edición, 2017: Maryna Litvinenko | |
| Ucrania                                                              | МастерШеф Підлітки (Formato Kids)                                                                                            | STS                                       | 1.ª Edición, 2018: Anastasiya Kobyliatska | |
| Ucrania                                                              | МастерШеф Професіонали (Formato The Professionals)                                                                           | STS                                       | 1.ª Edición, 2019: Pavlo Servetnyk 2.ª Edición, 2020: Evhen Grybenyk | |
| Uruguay                                                              | MasterChef Uruguay Web oficial                                                                                               | Canal 10                                  | 1.ª Edición, 2017: Nilson Viazzo 2.ª Edición, 2017: María Gracia Sosa 3.ª Edición, 2018ː Alicia Patella 4.ª Edición, 2019: Natalia González 5.ª Edición, 2024: Pablo Núñez | Diego González (1.ª-4.ª) Eduardo Gianarelli (5.ª-) |
| Uruguay                                                              | MasterChef Profesionales Web oficial                                                                                         | Canal 10                                  | 1.ª Edición, 2018: Carlos Tellechea | Diego González (1.ª) |
| Uruguay                                                              | MasterChef Celebrity Web oficial                                                                                             | Canal 10                                  | 1.ª Edición, 2020: Aldo Martínez 2.ª Edición, 2021: Paula Silva 3.ª Edición, 2022: Eduardo Gianarelli 4.ª Edición, 2023: Horacio Peralta | |
| Vietnam                                                              | Vua đầu bếp Web oficial Archivado el 25 de junio de 2013 en Wayback Machine.                                                 | VTV                                       | 1.ª Edición, 2013: Ngô Thanh Hòa | |

Notas
1. ↑  La versión albanesa es también emitida en Kosovo, a través de Top Channel.
2. ↑  En 2022 Estados Unidos también creó una versión llamada MasterChef La Revancha, con participantes de temporadas anteriores y dos participantes de temporadas anteriores de MasterChef Junior ahora compitiendo por primera vez como adultos.